# 오구시고역
오구시고역(일본어: 小串郷駅)은 일본 나가사키현 히가시소노기군 가와타나정에 위치한 규슈 여객철도 오무라 선의 철도역이다. 단선 승강장 1면 1선의 구조를 갖춘 지상역이다.

## 이용 현황
| 승차 인원 추이 | 승차 인원 추이 |
| 연도           | 1일 평균       |
| -------------- | -------------- |
| 2000           | 165            |
| 2001           | 153            |
| 2002           | 134            |
| 2003           | 121            |
| 2004           | 107            |
| 2005           | 99             |
| 2006           | 94             |
| 2007           |                |
| 2008           |                |
| 2009           |                |
| 2010           | 100            |

## 역 주변
- 국도 제205호선

## 역사
- 1944년 10월 21일 : 개업.
- 1948년 4월 1일 : 현 위치로 이전.
- 1985년 4월 1일 : 가와타나 정의 요구로 현 역사로 개축되었다.
- 1987년 4월 1일 : 일본국유철도 분할 민영화에 의해, 규슈 여객철도가 승계.

## 인접 역
| 큐슈여객철도 오무라 선 | 큐슈여객철도 오무라 선 | 큐슈여객철도 오무라 선            |
| ---------------------- | ---------------------- | --------------------------------- |
| 하에노사키 하이키 방면 | ■ 오무라 선            | 가와타나 이사하야 · 나가사키 방면 |